# Vacunación contra la COVID-19 en Australia
La vacunación contra la COVID-19 en Australia comenzó el domingo 21 de febrero de 2021 y continuará durante todo el año con el objetivo de vacunar a todos los australianos que lo deseen antes de 2022. Los trabajadores de primera línea y el personal de atención de ancianos y los residentes serán los primeros australianos en recibir la vacunación. inoculado, antes de una liberación gradual gradual a grupos de población menos vulnerables y de menor riesgo a lo largo de 2021. La Administración de Productos Terapéuticos (TGA) aprobó dos vacunas en Australia: la vacuna Pfizer-BioNTech el 25 de enero, y la vacuna Oxford-AstraZeneca el 16 de febrero.

## Aprobación de la vacuna

### Vacuna Pfizer-BioNTech
Las dos vacunas actualmente aprobadas para su administración en Australia están clasificadas como "aprobadas provisionalmente", lo que significa que se han considerado seguras y eficaces según los datos clínicos y científicos y están en proceso de registro sin expiración. La autorización significa que la vacuna pasará a formar parte del Registro Australiano de Productos Terapéuticos y se volverá a revisar en dos años en función de datos clínicos adicionales.
El 25 de enero de 2021, la TGA aprobó provisionalmente la vacuna Pfizer-BioNTech COVID-19 de dos dosis, denominada COMIRNATY, para su uso en Australia. La aprobación provisional solo recomienda la vacuna para pacientes mayores de 16 años, a la espera de la presentación continua de datos clínicos de los patrocinadores de la vacuna (los fabricantes, Pfizer y BioNTech). Además, cada lote de vacunas tendrá su composición y documentación verificada por los laboratorios de TGA antes de distribuirse a los proveedores médicos. El Departamento de Salud ha planificado la administración de las vacunas COVID-19 en cinco fases, organizadas por riesgo de exposición. Los trabajadores de la salud fronteriza, de cuarentena y de primera línea y de atención de ancianos serán vacunados primero, seguidos por los mayores de 70 años, otros trabajadores de la salud y los miembros de los servicios de emergencia esenciales. Tras la aprobación provisional de COMIRNATY, el primer ministro Scott Morrison dijo que estaba previsto que el primer grupo comenzara las vacunaciones en febrero de 2021, seis semanas antes de lo previsto originalmente.
 
La primera vacunación pública contra COVID-19 en Australia tuvo lugar el 21 de febrero de 2021 con la vacuna Pfizer-BioNTech en Castle Hill en Sídney. Un residente de cuidado de ancianos de 84 años fue el primer australiano en recibir la vacuna. Para mostrar confianza en el lanzamiento nacional de la vacuna de inmunización, el primer ministro Morrison y el director médico, el profesor Paul Kelly, también recibieron vacunas.

### Vacuna Oxford-AstraZeneca
El 16 de febrero de 2021, la TGA aprobó provisionalmente la vacuna AstraZeneca-Oxford para su uso en Australia. Está previsto que la administración de esta vacuna comience en marzo.